# Vireó becgròs
El vireó becgròs (Vireo crassirostris) és una espècie d'ocell de les Bahames, República Dominicana, Cuba, Illes Caiman i Illa de la Tortuga (d'Haití) i també a les illes de Providencia i Santa Catalina (de Colòmbia) en el Carib occidental. Pertany a la família Vireonidae de l'ordre dles passeriformes.